# Rusko kommunvapen

Vahto kommunvapen. Från och med 2009 Rusko kommunvapen.

Rusko kommunvapen är det heraldiska vapnet för Rusko kommun i det finländska landskapet Egentliga Finland. Det nuvarande vapnet, som vi ser idag, var ursprungligen Vahto kommuns vapen, men efter kommunsammanslagningen mellan Rusko och Vahto år 2009 blev det Rusko kommuns heraldiska vapen.
Vapnet ritades av Olof Eriksson och fastställdes den 7 juni 1963. De krönta liarna i vapnet påminner om slåttern på de gamla kronalmänningarna i socknarna, en sorts bysamfälligheter som användes som gemensamma ängar och vars hö skördades vid gemensam slåtter. Vapnets beskrivning är "I rött fält tre kronade lieblad; allt av guld."

## Det urpsrungliga vapnet

Ruskos ursprungliga kommunvapen 1964-2008.

Rusko kommuns ursprungliga vapen fastställdes den 10 juni 1964 och ritades av Ahti Hammar. Solen i vapnet syftar på kommunens namn (rusko = rodnad på svenska). Biskopsstaven representerar Biskop Magnus I, den första biskopen i Åbo som var född i Finland, då en del av Sveriges Östland. Vapnets beskrivning är "I rött fält en stigande biskopsstav, med solen som dekoration; allt i guld."
Vapnet blev ett inofficiellt hembygdsvapen efter kommunsammanslagningen år 2009.